# Aphthona gruszkorum
Aphthona gruszkorum es un coleóptero de la familia Chrysomelidae. Fue descrita científicamente por primera vez en 1974 por Warchalowski.